# Паштова, Салима Мазановна
Салима Мазановна Паштова  (1 июля 1900 года — 2 января 2003 года)— доярка колхоза имени Сталина Баксанского района Кабардино-Балкарской АССР. Герой Социалистического Труда (07.03.1960).

## Биография
Родилась 1 июля 1900 года в селении Атажукино Нальчикского округа Терской области, ныне – село Куба Баксанского района Кабардино-Балкарской Республики, в семье крестьянина-середняка.
В 1930 году вступила в местный колхоз имени Сталина Баксанского района Кабардино-Балкарской автономной области (с 1936 года – автономной республики, КБАССР), с 1940 года работала дояркой. В суровые военные и первые послевоенные годы 4-й пятилетки (1946–1950) надои были низкими, не более 600–700 килограммов молока от каждой коровы за год. Лишь после 1950 года С. М. Паштова стала получать 1200–1300 килограммов молока.
В свете выполнения Постановления сентябрьского (1953 года) Пленума  ЦК КПСС о дальнейшем подъёме сельского хозяйства страны ситуация с кормами на животноводческой ферме стала улучшаться. Салима Мазановна составила кормовой рацион для коров своей группы, добилась от руководства колхоза организации круглосуточной пастьбы по клеточной системе и упорядочения водопоя. Высокоудойные коровы стали получать ежедневно по  4–6 килограммов сена, вдоволь силоса, барды и концентратов. Сама она пристально наблюдала за каждым животным своей группы, строго выполняла все зоотехнические правила ухода за скотом, стала применять поочерёдную дойку коров. Полноценное кормление и хороший уход незамедлительно сказались на удоях, даже в зимние месяцы она стала получать от каждой коровы по 12–13 килограммов молока.
В 1956 году на общеколхозном собрании Салима Паштова выступила с призывом ко всем дояркам и доярам КБАССР ежедневно получать от каждой коровы не менее пуда молока (столько на тот период получали передовые животноводы Воронежской области) и дала слово получить в 1957 году по 3500 килограммов молока от каждой закреплённой за ней коровы. Слово она сдержала с перевыполнением, получив по 4388 килограммов молока. По итогам работы в 1957 году С. М. Паштова заняла одно из первых мест среди животноводов КБАССР и стала лучшей дояркой республики.
С каждым годом увеличивались успехи передовой доярки: в 1958 году она надоила по 6035 килограммов молока от каждой коровы, в 1959 году – по 6329 килограммов.
Указом Президиума Верховного Совета СССР от 7 марта 1960 года в ознаменование 50-летия Международного женского дня, за выдающиеся достижения в труде и особо плодотворную общественную деятельность Паштовой Салиме Мазановне присвоено звание Героя Социалистического Труда с вручением ордена Ленина и золотой медали «Серп и Молот».
Стала первой в КБАССР женщиной – Героем Социалистического Труда.
Избиралась депутатом Баксанского районного Совета депутатов трудящихся.
Последнее время проживала в столице Кабардино-Балкарии – городе Нальчике. Скончалась 2 января 2003 года на 103-м году жизни.

## Награды
- Золотая медаль «Серп и Молот»(07.03.1960)
- Орден Ленина(07.03.1960)

- Медаль «В ознаменование 100-летия со дня рождения Владимира Ильича Ленина» (6 апреля 1970)
- Медаль «За трудовое отличие»
- Медаль «Ветеран труда»
- медалями ВДНХ СССР:

## Память
- На могиле установлен надгробный памятник.